# ويلمنجتون (ماساتشوستس)
ويلمنجتون هي مدينة في مقاطعة ميدلسيكس، ماساشوستس، الولايات المتحدة. كان عدد سكانها 23،349 في تعداد الولايات المتحدة 2020.